# Terenți, Volodarsk-Volînskîi
Terenți (în ucraineană Теренці) este un sat în comuna Dașînka din raionul Volodarsk-Volînskîi, regiunea Jîtomîr, Ucraina.

## Demografie
Componența lingvistică a localității Terenți
     Ucraineană (100%)
Conform recensământului din 2001, toată populația localității Terenți era vorbitoare de ucraineană (100%).